# Mary Gordon (Schauspielerin)
Mary Gordon (* 16. Mai 1882 in Glasgow als Mary Gilmour; † 23. August 1963 in Pasadena, Kalifornien) war eine schottische Schauspielerin. Ihre wohl bekannteste Rolle ist die Haushälterin Mrs. Hudson in der Sherlock-Holmes-Filmreihe mit Basil Rathbone. Daneben spielte sie auch in mehreren Filmen von Laurel und Hardy mit.

## Leben
Mary Gordon wurde als fünftes von sieben Kindern eines Drahtflechters in Glasgow geboren. Nach einer ersten Anstellung als Schneiderin wurde sie Schauspielerin. In den 1900er-Jahren reiste sie mit einer Schauspieltruppe in die Vereinigten Staaten. Dort ging sie auf Tourneen und spielte einige kleinere Rollen in Broadway-Stücken. Ihr Ehemann, mit dem sie eine Tochter hatte, starb bereits 1917. Gemeinsam mit ihrer Tochter und Mutter – beide hießen jeweils Mary – reiste die Charakterdarstellerin in den 1920er-Jahren nach Hollywood, wo sie 1925 mit dem Kurzfilm The Dome Doctor ihr Filmdebüt absolvierte. Sie spielte in einigen Stummfilmen, etwa 1928 in Joan Crawfords Film Our Dancing Daughters, bevor Ende der 1920er-Jahre der Tonfilm Hollywood erreichte. Den Wechsel in den Tonfilm gelang ihr problemlos.
Während der 1930er-Jahre spielte sie in zahlreichen Filmen – oft dauerten ihre Leinwandauftritte nur wenige Sekunden, manchmal erhielt sie aber auch größere Nebenrollen. Ihr Leben lang spielte die korpulente, grauhaarige Schauspielerin vor allem matronenhafte Rollen wie Mütter, Wirtinnen oder Haushälterinnen. Charakteristisch für Gordon war ihr schottischer Akzent, den sie auch dann nicht ablegte, wenn sie etwa irische oder englische Rollen spielte. Ihre bekannteste Rolle war Sherlock Holmes’ Haushälterin Mrs. Hudson in der berühmten Krimireihe mit Basil Rathbone und Nigel Bruce in den Hauptrollen. Die Mrs. Hudson verkörperte Gordon in insgesamt zehn Filmen zwischen 1939 und 1946 sowie außerdem in verschiedenen Radio-Hörspielen. Auch mit dem Komikerduo Laurel und Hardy drehte sie mehrmals, darunter ein Auftritt als resolute schottische Gastwirtin in Wir sind vom schottischen Infanterie-Regiment (1935). Gordon trat außerdem in mehreren Filmen von Regisseur John Ford auf, beispielsweise als Wirtin „Ma“ in Bis zum letzten Mann (1948) neben Henry Fonda und Shirley Temple.
Insgesamt brachte es Gordon bis zu ihrem letzten Kinostreifen im Jahre 1950 zu fast 300 Filmauftritten. Kurz vor dem Ende ihrer Karriere kam sie zu einem einzigen Fernsehauftritt. Ihre letzten Jahre verbrachte sie bei ihrer Tochter und ihrem Enkel in Pasadena. 1963 verstarb Mary Gordon nach längerer Krankheit im Alter von 81 Jahren.

## Filmografie (Auswahl)
- 1925: The Home Maker
- 1926: Das schwarze Paradies (Black Parasise)
- 1928: Hangman’s House
- 1928: Our Dancing Daughters
- 1929: Die schwarze Garde (The Black Watch)
- 1929: Madame X
- 1929: Dynamit (Dynamite)
- 1930: Oh, For a Man!
- 1931: Der Mannsteufel (A House Divided)
- 1931: Charlie Chan – Der Tod ist ein schwarzes Kamel (The Black Camel)
- 1931: Frankenstein
- 1932: Call Her Savage
- 1932: Blonde Venus
- 1933: Serenade zu dritt (Design for Living)
- 1933: Parade im Rampenlicht (Footlight Parade)
- 1933: Sie tat ihm unrecht (She Done Him Wrong)
- 1933: Der Unsichtbare (The Invisible Man)
- 1933: Dr. Bull (Doctor Bull)
- 1934: Das Leben geht weiter (The World Moves On)
- 1934: Shirley’s großes Spiel (Baby, Take a Bow)
- 1934: The Little Minister
- 1935: Wir sind vom schottischen Infanterie-Regiment (Bonnie Scotland)
- 1935: Meuterei auf der Bounty (Mutiny on the Bounty)
- 1935: Frankensteins Braut (Bride of Frankenstein)
- 1935: Fräulein Wirbelwind (Vagabond Lady)
- 1935: Metropolitan
- 1935: The Irish in Us
- 1936: Maria von Schottland (Mary of Scotland)
- 1936: Der kleine Lord (Little Lord Fauntleroy)
- 1936: The Plough and the Stars
- 1936: Dünner Mann, 2. Fall (After the Thin Man)
- 1936: The White Angel
- 1937: Ordnung ist das halbe Leben (The Great O’Malley)
- 1937: Double Wedding
- 1937: Zwei ritten nach Texas (Way Out West)
- 1938: Chicago – Engel mit schmutzigen Gesichtern (Angels with Dirty Faces)
- 1938: Mannequin
- 1938: Entführt (Kidnapped)
- 1939: The Night of Nights
- 1939: Die Abenteuer des Sherlock Holmes (The Adventures of Sherlock Holmes)
- 1939: Mr. Smith geht nach Washington (Mr. Smith Goes to Washington)
- 1939: Kettensträfling in Australien (Captain Fury)
- 1939: Der Hund von Baskerville (The Hound of the Baskervilles)
- 1939: She Married a Cop
- 1940: Go West
- 1940: Orchid, der Gangsterbruder (Brother Orchid)
- 1940: Die Irrwege des Oliver Essex (My Son, My Son!)
- 1940: Fräulein Kitty (Kitty Foyle)
- 1940: Die unsichtbare Frau (The Invisible Woman)
- 1940: Auf hoher See (Saps At Sea)
- 1941: Sprechstunde für Liebe (Appointment for Love)
- 1941: Pot o’ Gold
- 1941: Dem Schicksal vorgegriffen ( Flight from Destiny)
- 1941: Schlagende Wetter (How Green Was My Valley)
- 1942: Fly-by-Night
- 1942: Die Stimme des Terrors (Sherlock Holmes and the Voice of Terror)
- 1942: Die Geheimwaffe (Sherlock Holmes and the Secret Weapon)
- 1942: Der freche Kavalier (Gentleman Jim)
- 1942: Der große Wurf (The Pride of the Yankees)
- 1943: Verhängnisvolle Reise (Sherlock Holmes in Washington)
- 1943: Gespenster im Schloß (Sherlock Holmes Faces Death)
- 1944: Irish Eyes Are Smiling
- 1944: Hollywood Canteen
- 1944: Das Spinnennest (The Spider Woman)
- 1944: Die Perle der Borgia (The Pearl of Death)
- 1945: Eine Lady mit Vergangenheit (Kitty)
- 1945: Der Leichendieb (The Body Snatcher)
- 1945: Pride of the Marines
- 1945: Die Frau in Grün (The Woman in Green)
- 1946: Jagd auf Spieldosen (Dressed to Kill)
- 1946: Charlie Chan – Schatten über Chinatown (Shadows Over Chinatown)
- 1946: Zwei Sprengstoffverkäufer (Little Giant)
- 1947: Das Doppelleben des Herrn Mitty (The Secret Life of Walter Mitty)
- 1947: Die lange Nacht (The Long Night)
- 1948: Bis zum letzten Mann (Fort Apache)
- 1948: Lassies Heimat (Hills of Home)
- 1948: Terror am Kilometerstein 13 (Highway 13)
- 1949: Panik um King Kong (Mighty Joe Young)
- 1949: Lassie in Not (Challenge to Lassie)
- 1949: Texaspolizei räumt auf (Deputy Marshal)
- 1949: Der Mann, der zu Weihnachten kam (Mr. Soft Touch)
- 1950: Strafsache Thelma Jordon (The File on Thelma Jordon)